# Stockholmer Ausstellung 1897

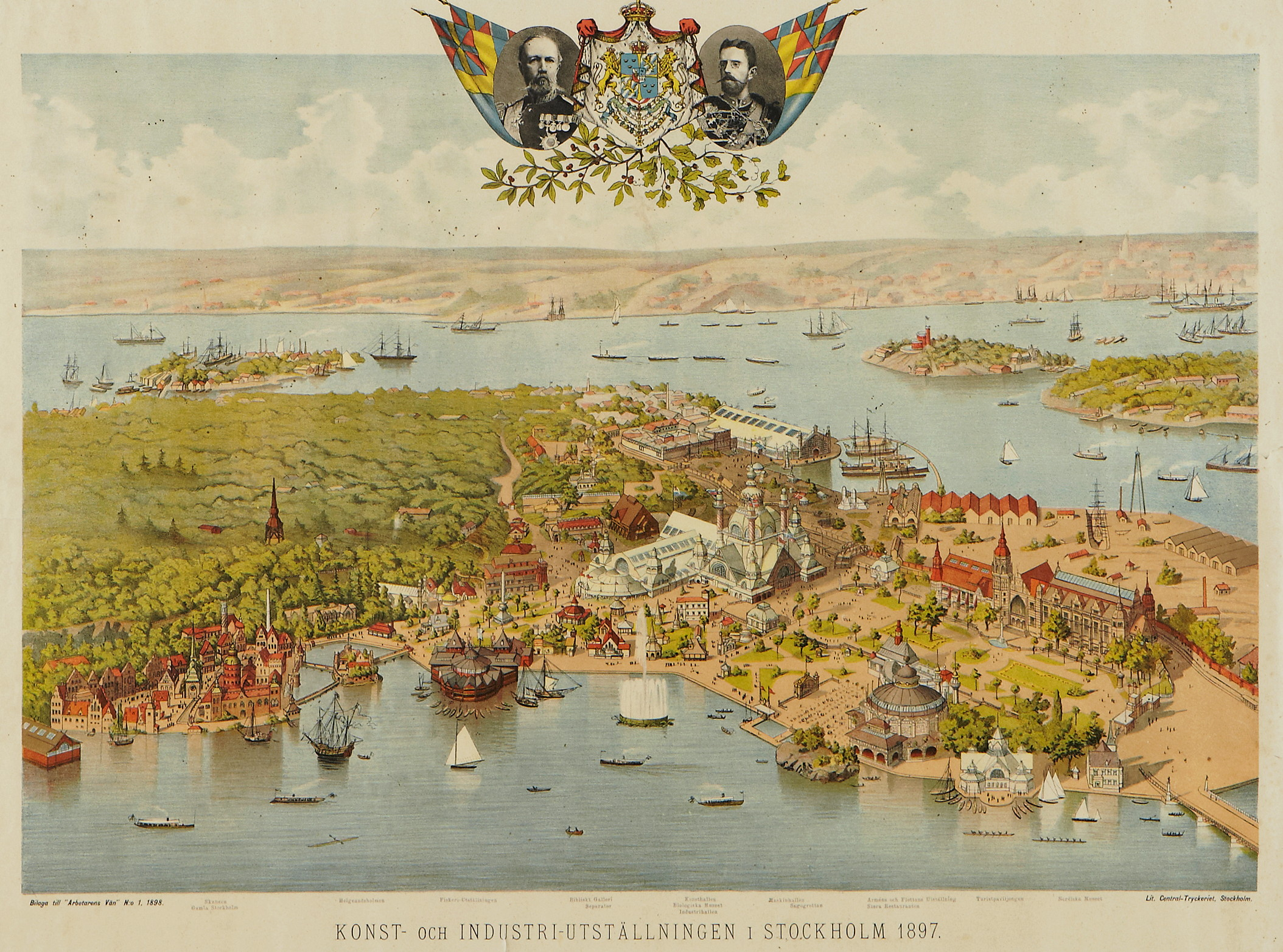
Das Ausstellungsgelände

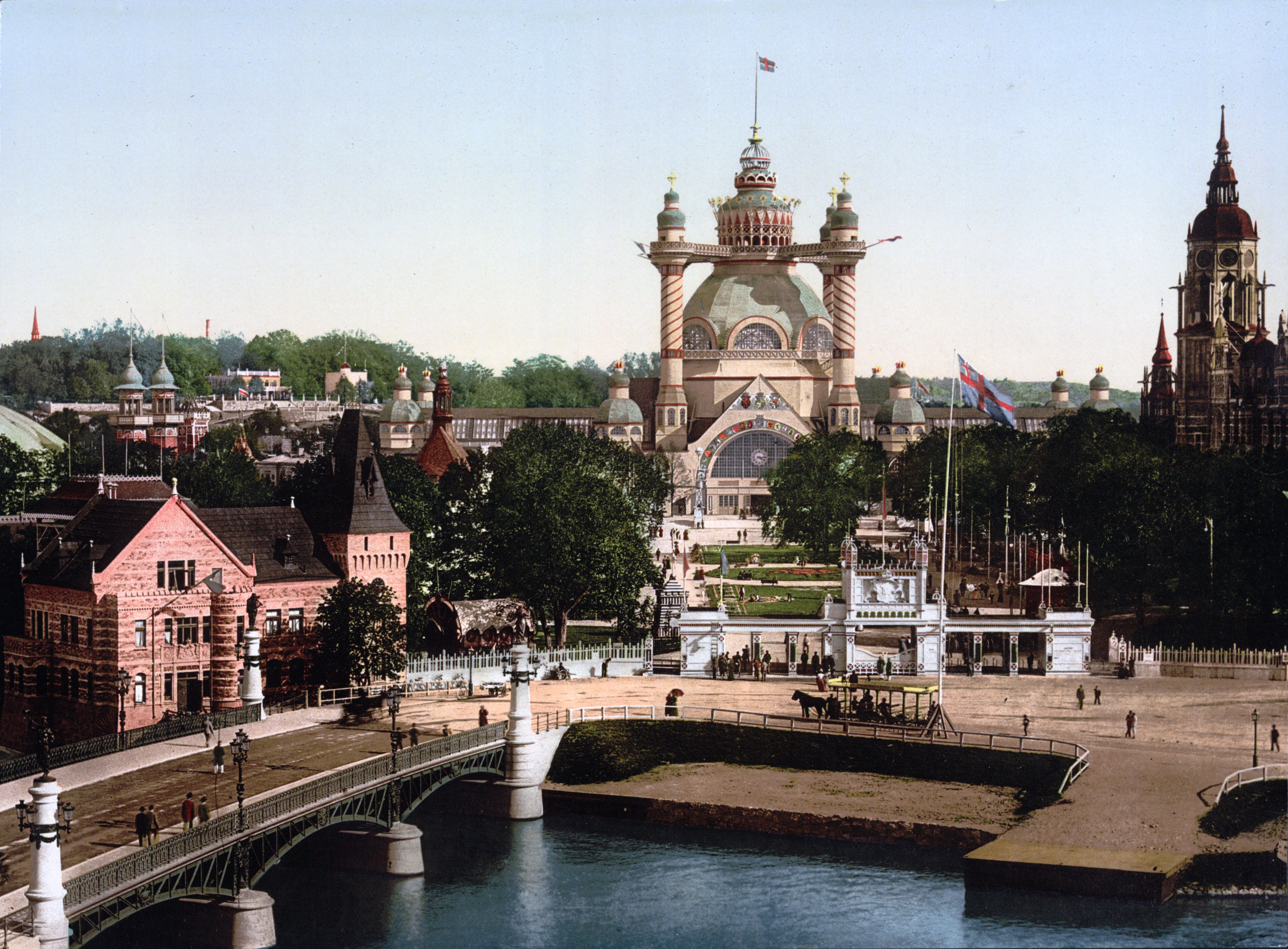
Das Ausstellungsgelände mit der Haupthalle, unten links die neue Djurgårdsbron

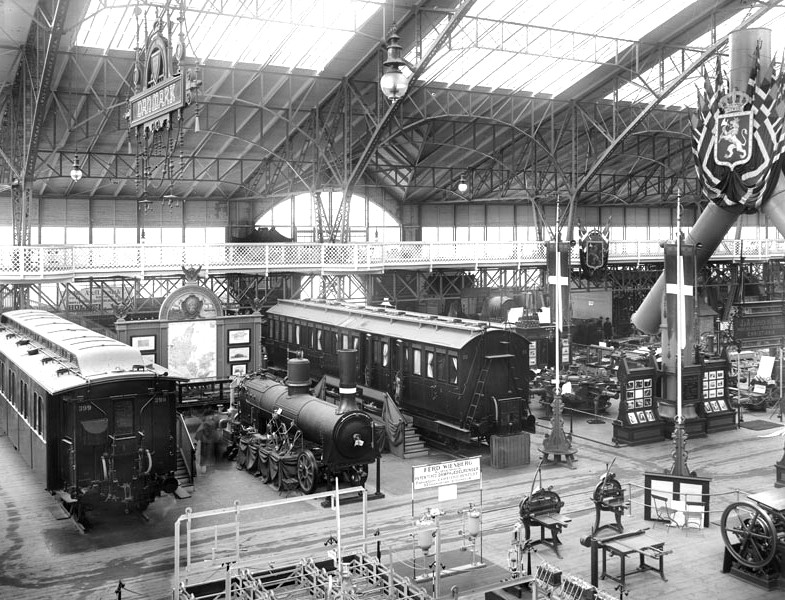
Die Haupthalle mit Lokomotiven

Die Stockholmer Ausstellung 1897 (schwedisch Stockholmsutställningen 1897 oder Allmänna konst- och industriutställningen) war eine Kunst- und Industrieausstellung in Stockholm, die im Sommer 1897 stattfand.
Sie sollte demonstrieren, was der schwedische und norwegische Industrialismus (Norwegen war noch in Union mit Schweden) zustande gebracht hatte. Initiator war der damalige Kronprinz Gustav, später Gustav V., anlässlich des 25. Regentenjubiläums von Oskar II.
Das Ausstellungsgelände befand sich auf dem westlichen Djurgården in der Nähe des Freilichtmuseums Skansen, direkt am südlichen Ufer des Djurgårdsbrunnsviken. Während der Sommermonate zeigten 3.722 Aussteller in rund hundert Gebäuden und Pavillons ihre Produkte. Der verantwortliche Architekt war Carl Westman. Die große Ausstellungshalle stammte von den Architekten Ferdinand Boberg und Fredrik Lilljekvist. Diese Halle mit der großen Kuppel und ihren vier Minaretten, zwei davon ausgerüstet mit Aufzügen, machte einen orientalischen Eindruck. In 100 Metern Höhe gab es eine Aussichtsplattform. Das Gebäude war ganz aus Holz konstruiert und brachte Ferdinand Boberg große Anerkennung ein. 
Exotische und historische Szenerien zu zeigen, war modern. Es gab eine Märchengrotte und einen Fischereipavillon. Im Biologischen Museum  waren präparierte nordische Vögel und Säugetiere in ihrer natürlichen Umwelt dargestellt. Der Rundhorizont stammte vom Maler Bruno Liljefors.
Auf der Ausstellung wurden auch technische Neuerungen wie die Röntgenstrahlen demonstriert und Schwedens erste Filmaufnahmen, die König Oskar II. bei seiner Ankunft auf der Ausstellung zeigten. Der Film kam zustande im Zusammenhang mit den kinematographischen Demonstrationen der Gebrüder Lumière auf der Ausstellung.
Von den vielen Bauten gibt es heute nur noch wenige, u. a. die sog. Skånska gruvan des Architekten Gustaf Wickman, das Biologische Museum und das Nordiska Museet, letzteres war jedoch zur Ausstellung noch nicht ganz vollendet.

## Andere Großausstellungen in Schweden
- Stockholmer Ausstellung 1866
- Stockholmer Kunstgewerbe-Ausstellung 1909
- Stockholmer Ausstellung 1930, Stockholmsutställningen 1930
- Helsingborger Ausstellung 1955, H55
- H99, Helsingborgausstellung 1999